# Arthur C. Clarke's World of Strange Powers
 (septembre 2010).
Si vous disposez d'ouvrages ou d'articles de référence ou si vous connaissez des sites web de qualité traitant du thème abordé ici, merci de compléter l'article en donnant les références utiles à sa vérifiabilité et en les liant à la section « Notes et références ».
Arthur C. Clarke's World of Strange Powers est une émission de télévision documentaire britannique en treize épisodes de 25 minutes consacrée à l'étrange et au paranormal produite par Yorkshire Television et diffusée du 3 avril au 10 juillet 1985 sur le réseau ITV. Elle constitue la suite de la série de 1980, Arthur C. Clarke's Mysterious World (en).
La série est introduite par le célèbre écrivain de science-fiction Arthur C. Clarke, dans de courtes séquences filmées à son domicile du Sri Lanka. Les épisodes individuels sont racontés par Anna Ford. La série a été produite par John Fairley et réalisée par Peter Jones, Michael Weigall et Charles Flynn.
Elle a été suivie par Arthur C. Clarke's Mysterious Universe (en), diffusée en 1994.

## Épisodes
1. Warnings from the Future - 3 avril 1985
2. Things That Go Bump in the Night - 10 avril 1985
3. From Mind to Mind - 17 avril 1985
4. Stigmata: The Wounds of Christ - 24 avril 1985
5. Ghosts, Apparitions and Haunted Houses - 1er mai 1985
6. Have We Lived Before? - 15 mai 1985
7. Fairies, Phantoms and Fantastic Photographs - 22 mai 1985
8. An Element of the Divine - 5 juin 1985
9. Walking on Fire - 12 juin 1985
10. Message from the Dead - 19 juin 1985
11. The Roots of Evil - 26 juin 1985
12. Metal Bending, Magic and Mind Over Matter - 3 juillet 1985
13. Strange Powers: The Verdict - 10 juillet 1985

## Sortie DVD
Une collection de DVD de toutes les séries documentaires d'Arthur C. Clarke (Mysterious World, World of Strange Powers et Mysterious Universe) est sortie en juillet 2013 avec Visual Entertainment, qui les a également commercialisés séparément en septembre 2013.